# Le Thoureil
Le Thoureil korábbi község Franciaország Loire mente régiójában, Maine-et-Loire megyében. 2016. január 1-jén négy másik korábbi községgel egyesült és Gennes-Val-de-Loire új község része lett.
Lakosainak száma 417 fő (2018. január 1.). Le Thoureil Gennes-Val-de-Loire, La Ménitré, Les Rosiers-sur-Loire, Saint-Georges-des-Sept-Voies és Saint-Rémy-la-Varenne községekkel határos.

## Népesség
A település népességének változása:
| Lakosok száma | 377  | 365  | 359  | 355  | 360  | 418  | 441  | 444  | 452  | 417  |
|               | 1962 | 1968 | 1982 | 1990 | 1999 | 2008 | 2011 | 2013 | 2017 | 2018 |